# ماساشی واتانابه
ماساشی واتانابه (به انگلیسی: Masashi Watanabe) بازیکن فوتبال اهل ژاپن و عضو تیم ملی فوتبال ژاپن است که در تاریخ ۲۵ دسامبر ۱۹۵۸ میلادی اولین بازی ملی‌اش را انجام داد. او در ۳۹ بازی ملی حضور داشت و آخرین بازی ملی خود را در تاریخ ۱۸ اکتبر ۱۹۶۹ میلادی انجام داد. ماساشی واتانابه در بازی‌های ملی‌اش
۱۲ گل به ثمر رساند.